# Pieśni postne starożytne

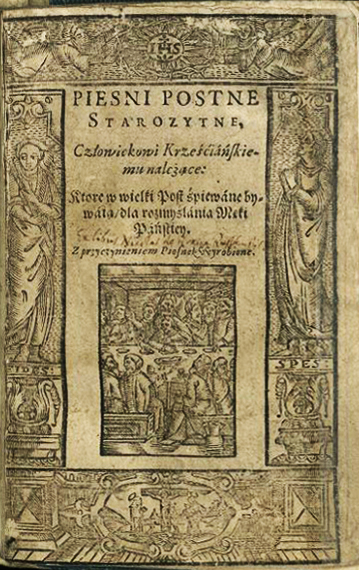
Pieśni postne starożytne... (ok. 1607-1618), śpiewnik wydany w oficynie Sebastiana Sternackiego w Rakowie, strona tytułowa.

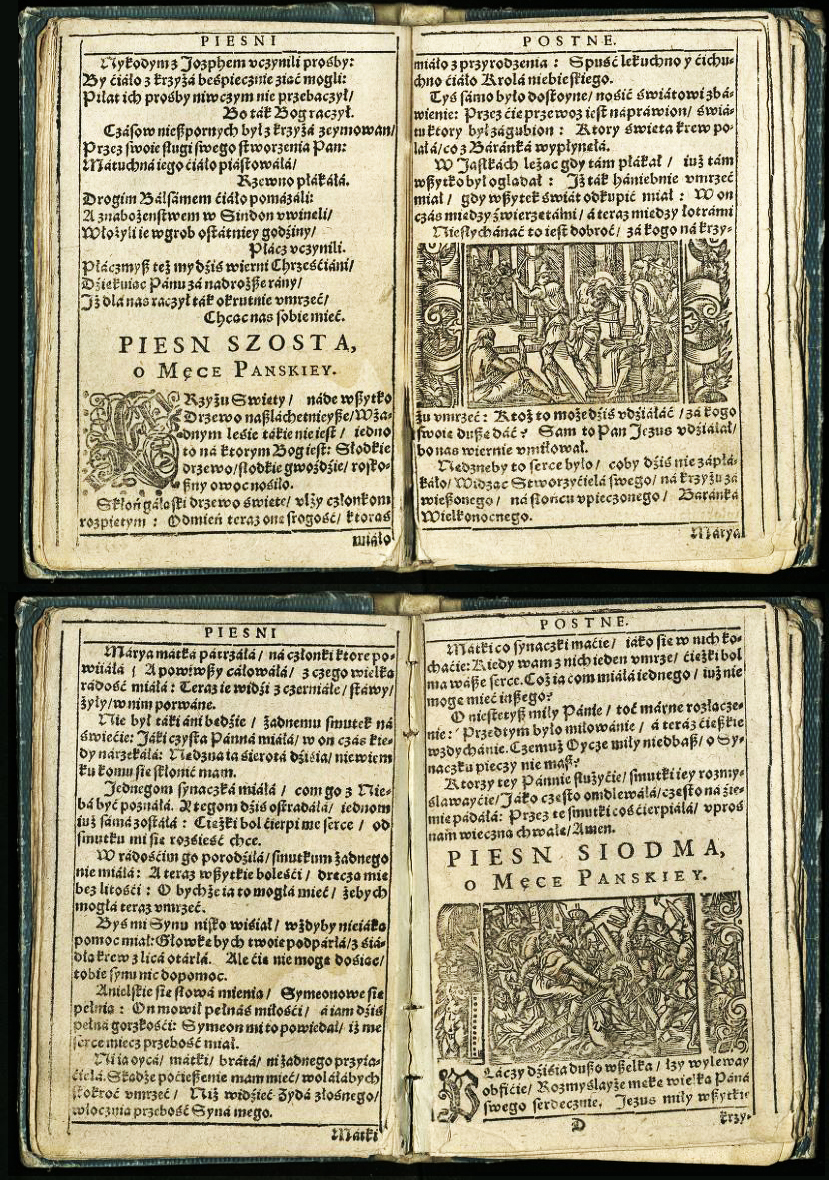
Krzyżu święty nade wszystko – tekst pieśni ze śpiewnika Pieśni postne starożytne (wydanie Sebastiana Sternackiego w Rakowie, ok. 1607-1618)

Pieśni postne starożytne człowiekowi krześcijańskiemu należące, które w Wielki Post śpiewane bywają dla rozmyślania Męki Pańskiej – pierwszy polski zbiór drukowanych katolickich pieśni religijnych, jeden z pierwszych potrydenckich drukowanych śpiewników katolickich. Zawiera pieśni o rodowodzie katolickim („starożytne”), niektóre znane z wcześniejszych druków lub rękopisów.
Znane są trzy wydania Pieśni:
- pierwsze: Sebastian Sternacki w Rakowie; dokładna data wydania nie jest znana, analiza typograficzna wskazuje na lata 1607–1618; wydanie jest bardzo staranne, zawiera liczne ilustracje, zaś poszczególne teksty pieśni zaczynają się od ozdobnego inicjału; zawiera 21 pieśni;
- drugie: Kraków, Marcin Horteryn, 1617;
- trzecie: Wilno, Leon Mamonicz, po 1609, a przed 1627 rokiem[1].

Podejrzewa się, iż pierwszy, nieznany druk Pieśni postnych starożytnych, zawierający jedynie dziesięć pieśni pasyjnych, mógł się ukazać w końcu XVI wieku. W kolejnych edycjach dodawano inne utwory – stąd zamieszczone w tytule wydania Sternackiego słowa: „Z przyczynieniem piosnek wyrobione”.
Unikatowy egzemplarz najstarszego znanego wydania Sebastiana Sternackiego przechowywany jest w Bibliotece Kórnickiej PAN. W roku 1978 nakładem wydawnictwa Instytut Wydawniczy PAX ukazał się reprint Pieśni. Wersję elektroniczną udostępnia Wielkopolska Biblioteka Cyfrowa.
Późniejsza edycja, wydana w Krakowie w roku 1617 przez Marcina Horteryna, jest przedrukiem wcześniejszego wydania. Zostało ono rozszerzonym o pieśń Hymna barzo nabożna, Vexilla regis prodeunt [Chorągiew Krola wiecznego...]. Jedyny egzemplarz tej edycji znajduje się dziś w zbiorach Biblioteki Akademii Nauk we Lwowie (reprint: Poznańskie Studia Polonistyczne, Biblioteka Uniwersytecka w Poznaniu, 2010). Zbiór ten zawiera 22 teksty pieśni zebranych z wcześniejszych zapisów.
Współcześnie w kościelnej praktyce wykonawczej nadal obecne są pieśni: Bogurodzica, Jezusa Judasz przedał, Krzyżu święty nade wszystko, Mądrość Ojca niebieskiego, O duszo wszelka nabożna, Płacz dzisiaj duszo wszelka, Rozmyślajmy dziś, wierni krześcijanie, Wspominając Boże słowa.
Pisze Tomasz Lisowski: „Pieśni postne starożytne to jeden z pierwszych drukowanych zbiorów pieśni katolickich, które poczęto wydawać jako odpowiedź kontrreformacyjna na propagowane wśród wiernych Kościołów protestanckich zbiory pieśni religijnych wykorzystywanych podczas nabożeństw oraz w ich domowych praktykach religijnych”. W ciągu XVI i XVII wieku ukazywały się drukiem liczne kancjonały protestanckie. W XVI wieku nie ukazał się
drukiem (a przynajmniej nie zachował się) żaden kancjonał katolicki. Pierwszym takim zbiorem są dopiero Pieśni postne starożytne (które jednak ze względu na skromne rozmiary trudno uznać za kancjonał), Pieśni katolickie nowo reformowane Jagodyńskiego (1695) i przede wszystkim Pieśni nabożne na święta uroczyste... (1627).